# Bataille d'Ulaş
Grande guerre turque
La bataille d’Ulaş est un affrontement ayant eu lieu, le 26 aout 1696, près de la Bega, entre l’armée impériale, menée par l’électeur de Saxe Auguste le Fort, et les forces ottomanes du Moustafa II, qui s’est soldé, après de lourdes pertes des deux côtés, par une victoire ottomane lui permettant de conserver Timișoara, occupé depuis 1552.